# Friends Arena
Friends Arena este un stadion cu acoperiș retractabil construit în Solna, Stockholm. Acesta este noul stadion al naționalei de fotbal a Suediei și cel pe care își desfǎșoară clubul AIK Solna meciurile de pe teren propriu. Arena are o capacitate de 50.000 de spectatori pentru evenimentele sportive și 65.000 de spectatori (inclusiv locurile în picioare), la concerte. 
Echipa națională de fotbal a Suediei a jucat meciul inaugural pe data de 14 noiembrie 2012, când a învins Anglia cu 4-2 în fața a 49.967 de spectatori. Toate golurile gazdelor au fost înscrise de Zlatan Ibrahimović care, de asemenea, a marcat și primul gol din istoria stadionului.

## Istorie
La data de 1 aprilie 2006, Svenska Fotbollförbundet (Federatia suedeză de Fotbal) a luat decizia de a construi un nou stadion, dar nu pe locul fostei arene naționale, Råsunda. Stadionul Råsunda, deschis în 1937, a găzduit finala Cupei Mondiale din 1958. 
Planul de constructie pentru 700 de apartamente și birouri pe locul stadionului a fost finalizat pe 27 martie 2012.
Terenul pe care a fost construit Friends Arena este situat în Solna și a fost propus de către firmele de construcții care au dorit să exploateze locul pe care a fost construit stadionul Råsunda. Conform înțelegerilor, terenul pe care se află Råsunda a fost vândut unei companii imobiliare care urmează să demoleze stadionul și să construiască cele 700 de apartamente și birouri.
Inițial însă au existat nemulțumiri cu privire la faptul că noua arenă națională de fotbal se va afla aproape de Globe Arena.

## Structură și facilități

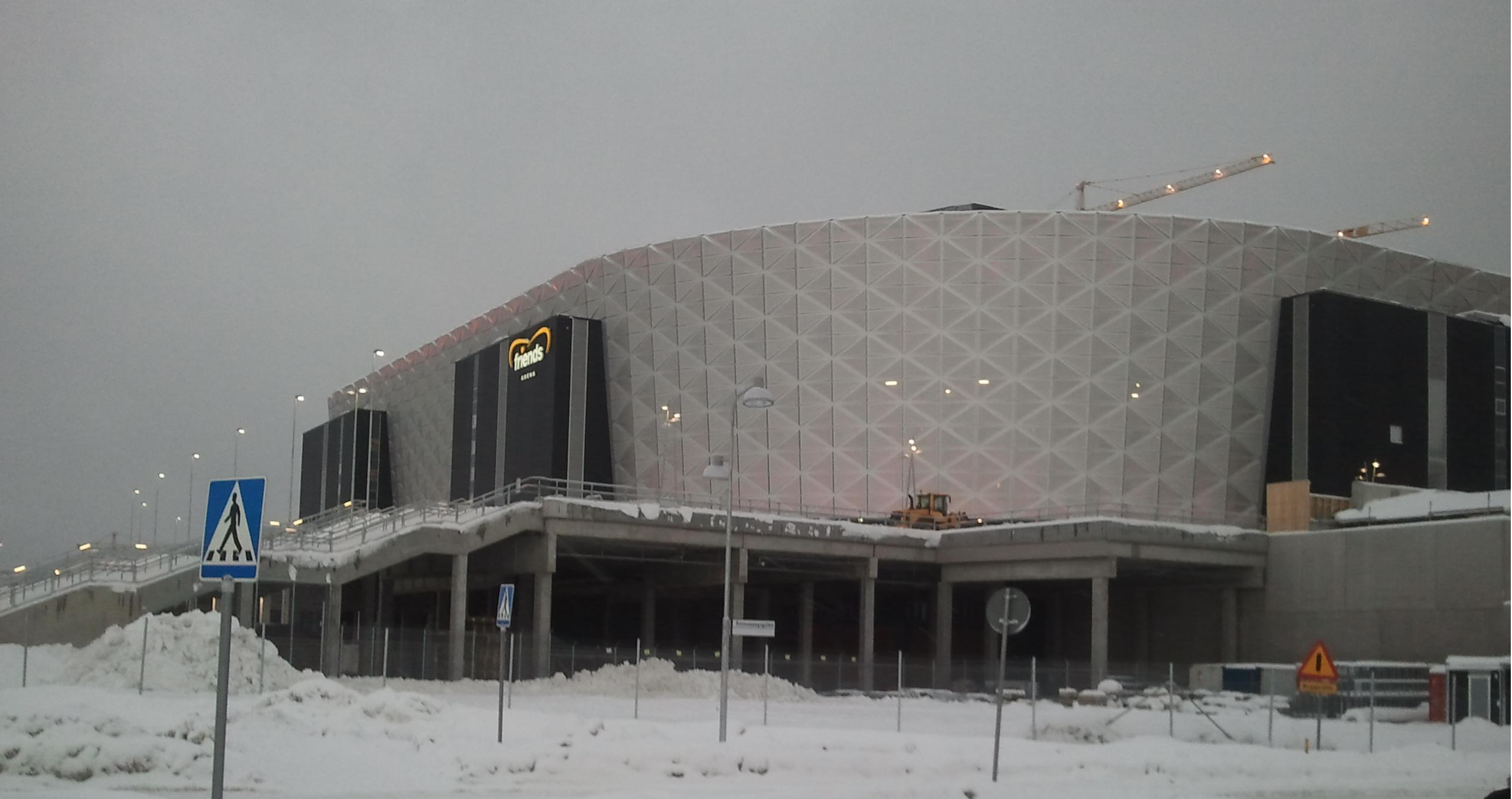
Friends Arena în decembrie 2012

Noul stadion a fost finalizat în 2012 și poate găzdui 50.000 de spectatori la meciurile de fotbal. 
În plus, la concerte și alte evenimente de mari dimensiuni numărul spectatorilor poate crește la 67.000. Acesta poate fi folosit pe tot parcursul anului datorită
acoperișului retractabil. Dimensiunea terenului este de 68 × 105 metri. De asemenea, acoperișul retractabil are aceleasi dimensiuni. Inălțimea stadionului este de 33 metri. Arena a fost conceputǎ astfel încât să îndeplinească toate cerințele FIFA și UEFA pentru a putea organiza meciuri la cele mai importante competiții.
Potrivit SvFF numele stadionului a fost acordat companiei Swedbank în schimbul a 153 millioane SEK (aproximativ 20.5 millioane euro) pană în anul 2023. Aceasta este cea mai mare sumă oferită de o companie în Suedia pentru a deține numele unei arene sportive. Pe 28 martie 2012 Swedbank a cedat numele stadionului unei organizații non-profit, Friends.

## Cost
Costul construcției a fost de apoximativ 1.9 billioane SEK (170 millioane euro) fără a fi incluse și contrucțiile auxiliare, care urmează să fie plătite de către federația de fotbal și sponsorii acesteia, printre care Primăria Solna, PEAB, Fabege și Jernhusen.

## Evenimente notabile în 2013

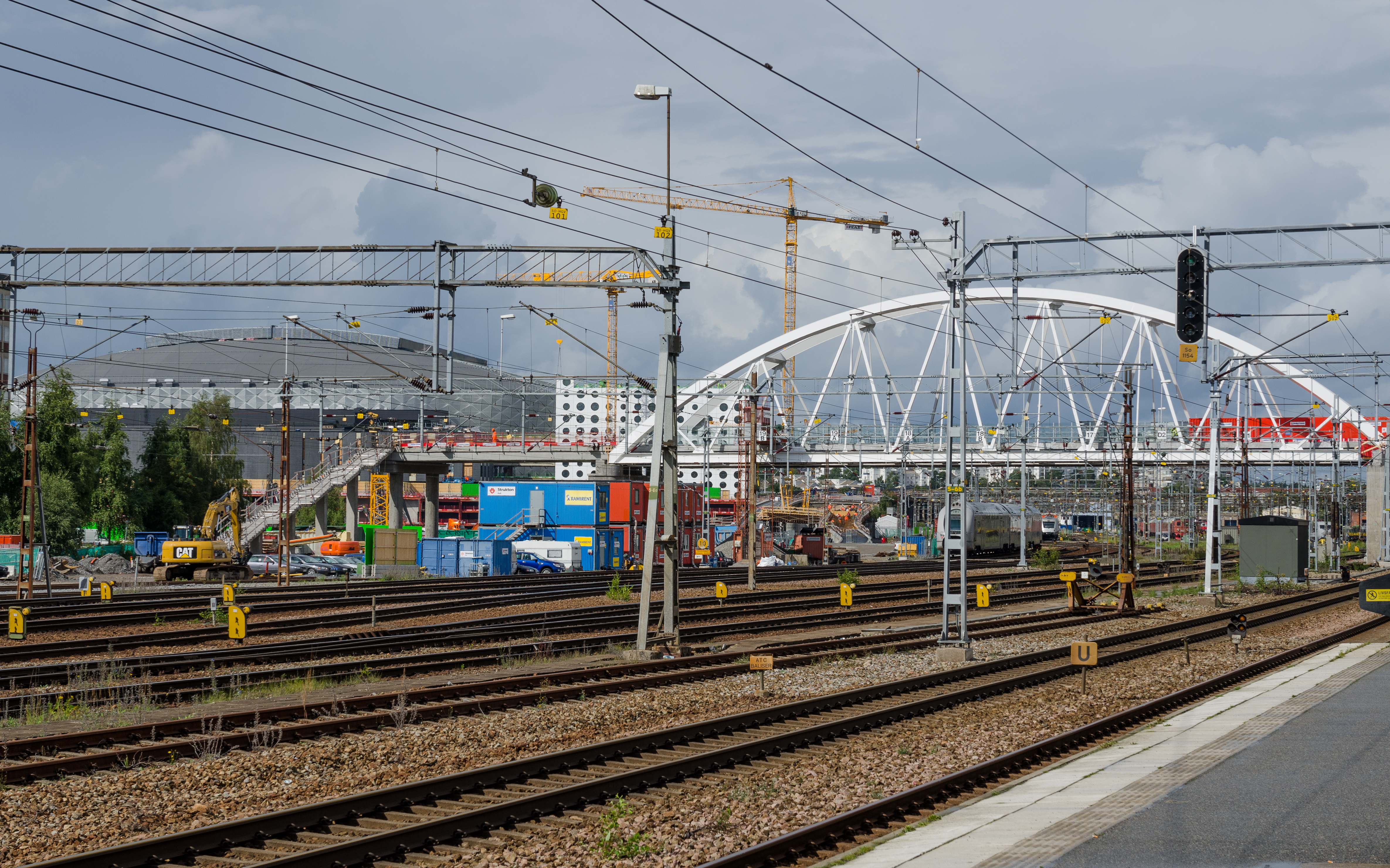
Friends Arena văzut din staţia Solna, în August 2012.

| Eveniment           | An               |
| ------------------- | ---------------- |
| Melodifestivalen    | 2013 Grand Final |
| Speedway Grand Prix | 2013             |
| Svenska Cupen       | 2013             |
| UEFA Women's Euro   | 2013             |

## Arenastaden

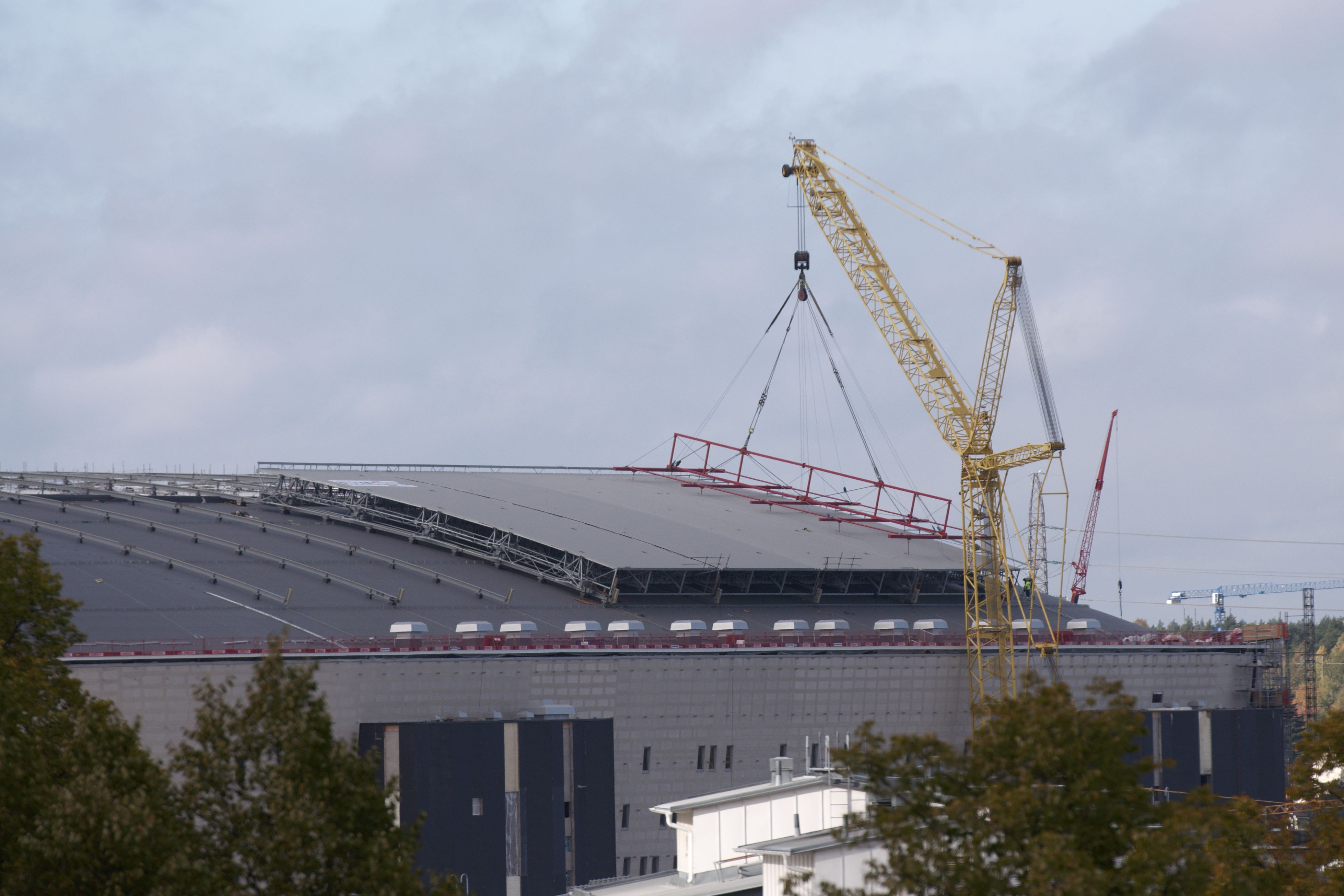
Montarea acoperişului retractabil, pe 15 noviembrie 2011

Zona din jurul stadionului se va numi Arenastaden. Aceasta va avea mai mult de 10.000 de locuri de muncă și 5.000 de locuitori, în aproximativ 2.000 de apartamente. De asemenea, va cuprinde hotelul Quality Hotel Arena care va avea 250 de camere, săli de ședințe și mai multe restaurante. Lângă acesta se va construi si un complex comercial cu 240 de magazine. Acesta se va numi Mall of Scandinavia și va fi cel mai mare mall construit vreodată în Suedia. Costul total al proiectului este estimat la 4 miliarde SEK.

## Transport
Stadionul este situat la aproximativ 1.2 km de stația de metrou Solna (aproximativ șase km de la Statia Centrală din Stockholm) și are o parcare pentru 300 de autobuze și 4.000 de mașini. 
De asemenea există și o linie de autobuz (linia 101) de la Mörby la Bergshamra care trece pe la stadion.
În 2014 va fi finalizată și o linie de tramvai care sǎ permită transportul spre arenă.

## Legǎturi externe
- Friends Arena
- Friends Arena pe Facebook
- Swedish Football Association
- Stadium Guide Article